# Beauteville
Beauteville (okzitanisch: Bautevila) ist eine französische Gemeinde mit 199 Einwohnern (Stand: 1. Januar 2022) im Département Haute-Garonne in der Region Okzitanien (vor 2016 Midi-Pyrénées). Sie gehört zum Arrondissement Toulouse und zum Kanton Revel. Die Einwohner werden Beautevillois genannt.

## Lage
Beauteville liegt in der Kulturlandschaft des Lauragais an der Grenze zum Département Aude, 18 Kilometer westnordwestlich von Castelnaudary. Der Hers-Mort, in den hier das Flüsschen Ganguise einmündet, begrenzt die Gemeinde im Nordosten. Umgeben wird Beauteville von den Nachbargemeinden Montclar-Lauragais im Nordwesten und Norden, Avignonet-Lauragais im Norden und Osten, Saint-Michel-de-Lanès im Südosten und Süden sowie Lagarde im Westen.

## Bevölkerungsentwicklung
| Jahr                       | 1962 | 1968 | 1975 | 1982 | 1990 | 1999 | 2006 | 2013 | 2020 |
| Einwohner                  | 133  | 121  | 93   | 81   | 101  | 104  | 141  | 179  | 186  |
| Quellen: Cassini und INSEE |      |      |      |      |      |      |      |      |      |

## Sehenswürdigkeiten

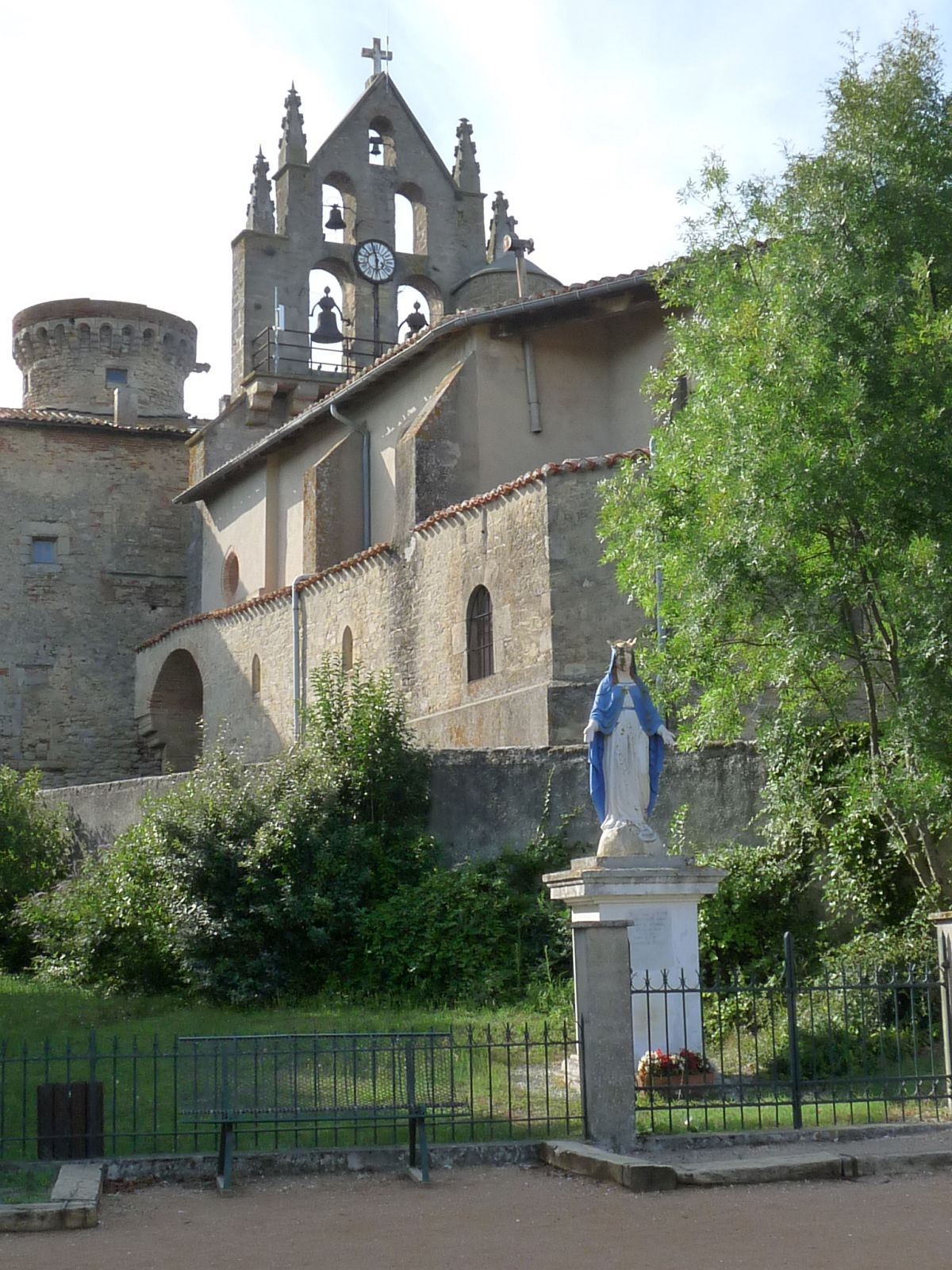
Kirche Saint-Blaise
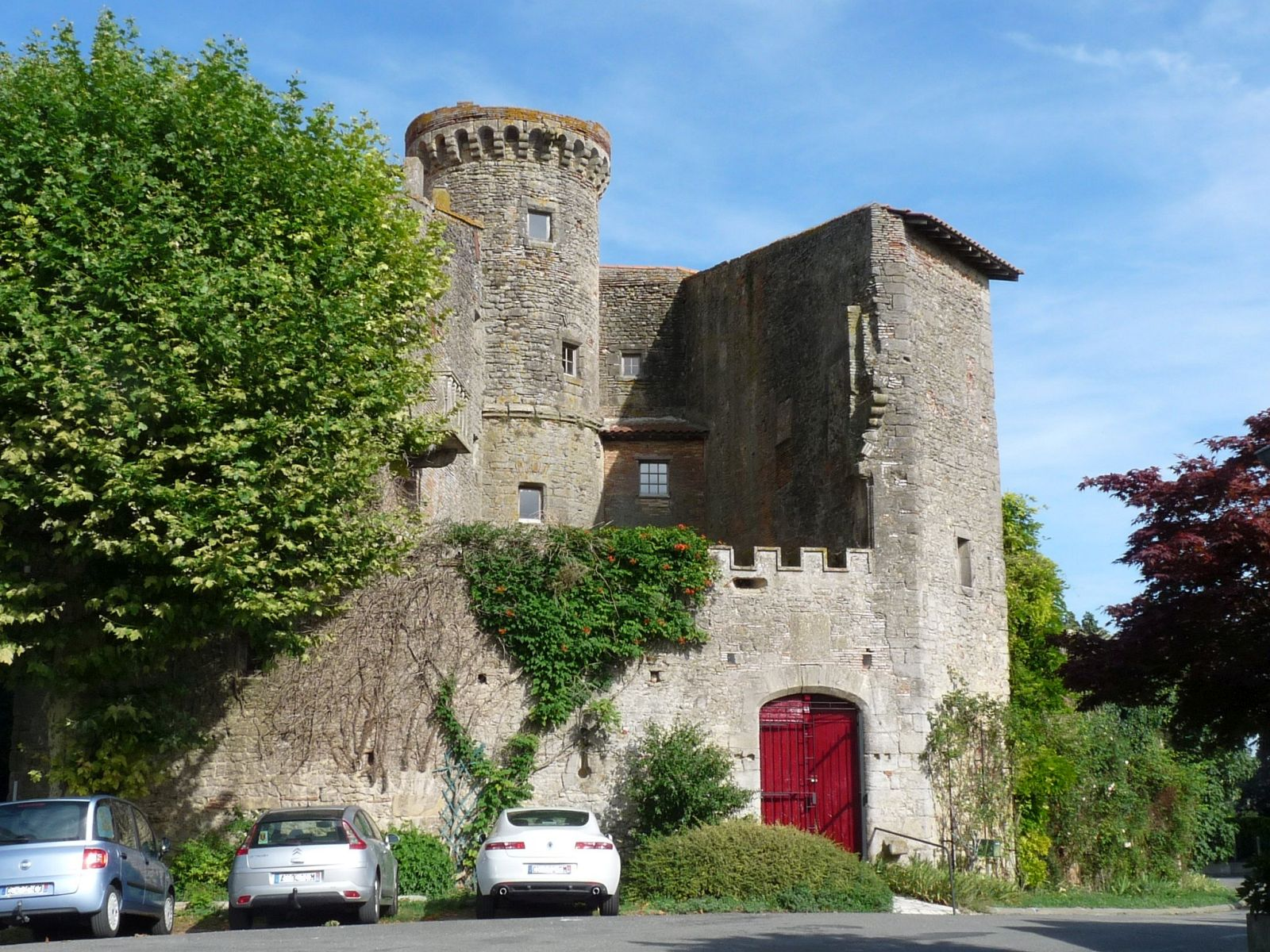
Schloss
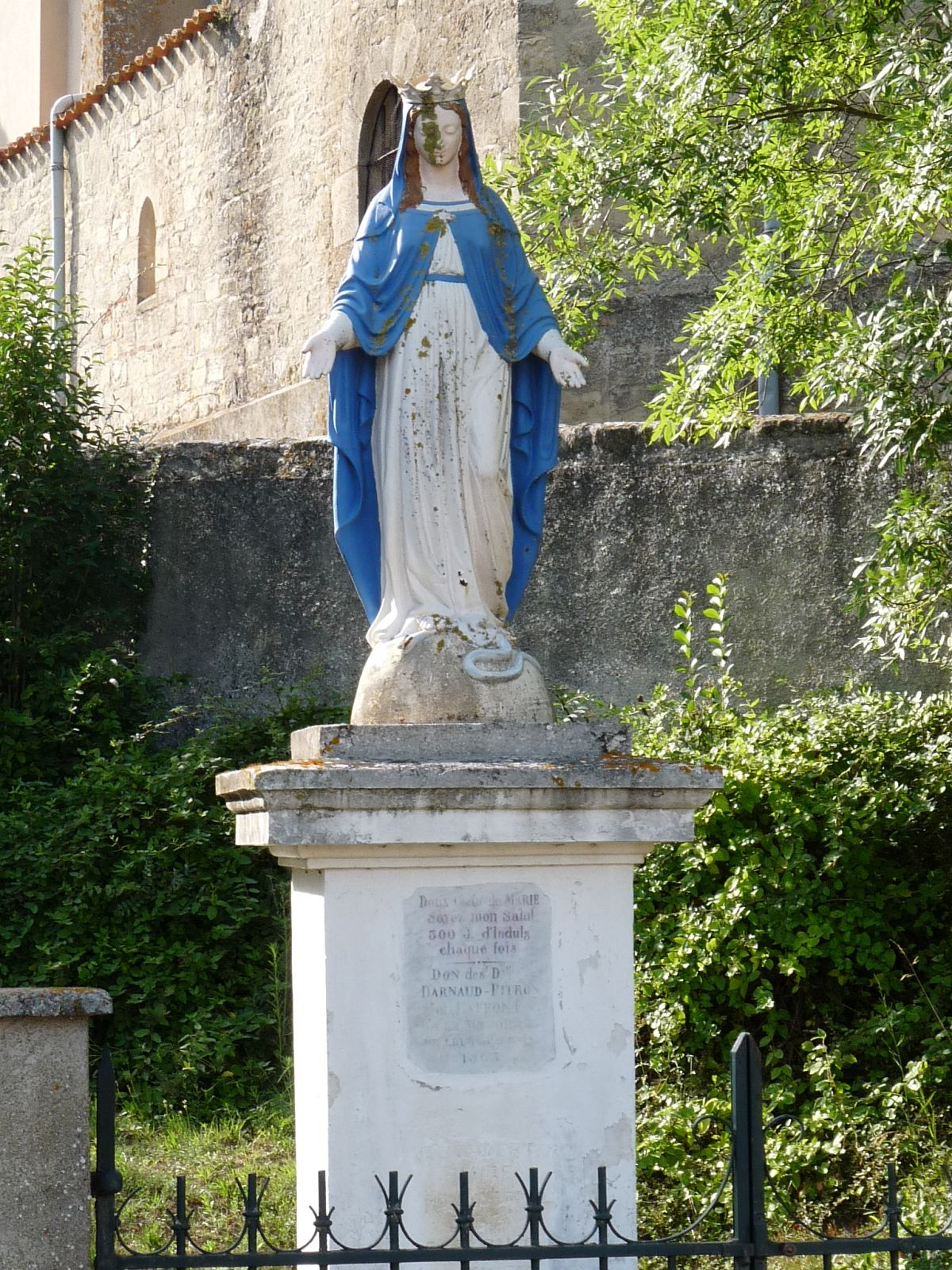
Marienstatue
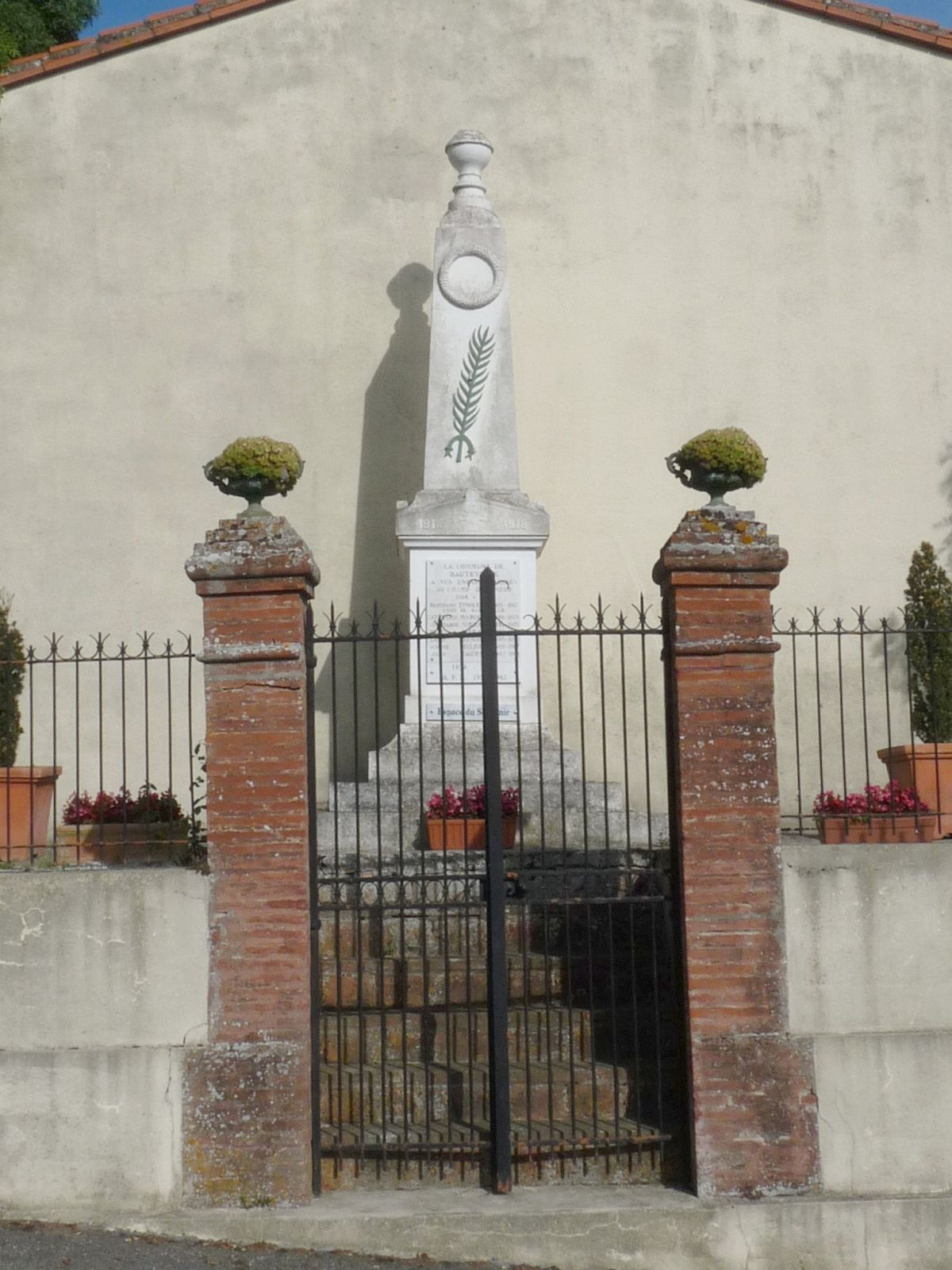
Gefallenendenkmal

- Kirche Saint-Blaise
- Schloss
- Marienstatue
- Gefallenendenkmal